# Heinrich (film)
Heinrich är en tysk dramafilm från 1977 i regi av Helma Sanders-Brahms.

## Utmärkelser
Filmen vann Tyska filmpriset för bästa film 1977.

## Rollista i urval
- Heinrich Giskes - Heinrich von Kleist
- Grischa Huber - Ulrike von Kleist, halvsystern
- Hannelore Hoger - Henriette Vogel
- Lina Carstens - tjänarinnan Riebisch
- Sigfrit Steiner - tjänaren Riebisch
- Heinz Hoenig - Ernst von Pfuel
- Elisabeth Stepanek - pigan
- Henning Schlüter - gästgivaren